# Martin Marietta X-24A
Martin Marietta X-24A là một loại máy bay thử nghiệm của Hoa Kỳ, thuộc chương trình hợp tác giữa USAF-NASA có tên PILOT (1963–1975). Nó được thiết kế và chế tạo để thử nghiệm khái niệm thân nâng, sau này được ứng dụng trong tàu con thoi.

## Tính năng kỹ chiến thuật (X-24A)
Đặc điểm tổng quát
- Kíp lái: 1
- Chiều dài: 24 ft 6 in (7,47 m)
- Sải cánh: 11 ft 6 in (3,51 m)
- Chiều cao: 9 ft 7 in (2,92 m)
- Diện tích cánh: 195 ft² (18,1 m²)
- Trọng lượng rỗng: 6.360 lb (2.885 kg)
- Trọng lượng có tải: 10.700 lb (4.853 kg)
- Trọng lượng cất cánh tối đa: 11.447 lb (5.192 kg)
- Động cơ: 1 × Reaction Motors XLR-11rs kiểu rocket, 8.480 lbf (37,7 kN)

 Hiệu suất bay 
- Vận tốc cực đại: 1.036 mph (1.667 km/h)
- Tầm bay: 45 dặm (72 km)
- Trần bay: 71.407 ft (21.763 m)
- Tải trên cánh: 59 lb/ft² (288 kg/m²)
- Lực đẩy/trọng lượng: 0,70